# Arnold River
Arnold River är ett vattendrag i Australien. Det ligger i territoriet Northern Territory, omkring 470 kilometer sydost om territoriets huvudstad Darwin.
Omgivningarna runt Arnold River är huvudsakligen savann. Trakten runt Arnold River är nära nog obefolkad, med mindre än två invånare per kvadratkilometer. Genomsnittlig årsnederbörd är 962 millimeter. Den regnigaste månaden är januari, med i genomsnitt 225 mm nederbörd, och den torraste är juli, med 1 mm nederbörd.